# Bêta (physique des plasmas)
Pour les articles homonymes, voir Bêta (homonymie).
Le paramètre β (bêta) d'un plasma définit le rapport entre pression cinétique et pression magnétique au sein de ce plasma.
{\displaystyle \beta ={\frac {p}{p_{mag}}}={\frac {nk_{B}T}{B^{2}/2\mu _{0}}}}
où p est la pression (nkBT), et pmag est la pression magnétique (B2/(2µ0)).

Selon la valeur de ce paramètre, on distingue classiquement deux grands types de plasma :
- les plasmas à β inférieur à 1, où les effets du champ magnétique sont prédominants ;
- les plasmas à β supérieur à 1, dans lesquels l'énergie cinétique prédomine.

## Sources
- Jean-Marcel Rax, Physique des plasmas : cours et applications, Paris, Dunod, 2005, 426 p. (ISBN 2-10-007250-1)